# Таганрогский городской аэроклуб
Таганрогский городской аэроклуб — учебное заведение ОСОАВИАХИМа, созданное в Таганроге в 1935 году с целью подготовки лётчиков, планеристов, парашютистов.

## История создания
Первые сведения об авиации в Таганроге датируются 1909 годом, когда конструктор-чертежник Таганрогского котельного завода Александр Симонов разработал проект вертолета, который был собран в Таганроге в 1911 году.
В 1910 году рабочий доменного цеха Таганрогского металлургического завода Ф. С. Старовойт предложил проект двухлопастного, вертолета с тянущим винтом. Этот проект не был поддержан властями.
Фактически в Таганроге подготовкой планеристов, моделистов, парашютистов занимались уже с 1931 года, когда были созданы парашютные секции и авиамодельные кружки в авиационном техникуме и на детской технической станции. Спустя год создается заводская планерная школа при Авиационном заводе № 31. Потом такие кружки и школы создаются на заводах металлургическом, инструментальном, «Красном котельщике». Металлурги создали даже свою аэроплощадку. В следующем году на Авиационном заводе № 31 создается заводской аэроклуб, где, кроме планерной школы и парашютной секции, возникла и своя летная школа. Начальником заводского аэроклуба стал летчик-испытатель комбриг авиации Адольф Ульсен. Кроме него, обучали летному делу на общественных началах летчики-испытатели Б. Н. Ляхович и Е. М. Кошелев.